# Martin Schüller

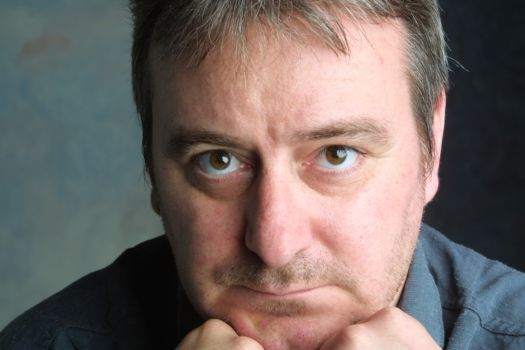
Martin Schüller, 2001

Martin Schüller (* 29. März 1960 in Haan) ist ein deutscher Schriftsteller und Musiker. Er lebt und arbeitet in Köln.

## Leben
Künstlerisch ursprünglich als Jazz- und Rockmusiker sowie Komponist tätig, begann er 1999 zu schreiben.
Sein erster Roman Jazz erschien 2000 im Emons Verlag, Köln. Musik nimmt in Schüllers Büchern großen Raum ein, neben Jazz auch Rock ’n’ Roll (in King, 2002) und Klassik (in Kunst?Blut!, 2003, unter dem Synonym Jagomir Krohm). In seinem Lexikon der deutschen Krimi-Autoren beschreibt H. P. Karr Schüllers Romane als „sorgfältige, mit dem Blick für das Detail und die Charaktere entworfene Geschichten, erzählt in einer makellosen Prosa, mit viel Gespür für den Rhythmus und die Akzente der Story.“
Martin Schüller ist Mitglied des Köln-Düsseldorfer Kriminalkomitees.

## Werke

### Romane (als Martin Schüller)
- Der Bulle von Garmisch, Emons, Köln, 2016
- Der Himmel über Garmisch, Emons, Köln, 2014
- Der Teufel von Garmisch, Emons, Köln, 2011
- Die Seherin von Garmisch, Emons, Köln, 2010
- Tod in Garmisch, Emons, Köln, 2009
- Kunstblut, (NA von "Jagomir Krohm: Kunst?Blut!" aus 2003) Emons, Köln, 2010
- Verdammt lang tot, Emons, Köln, 2004
- King, Emons, Köln, 2002
- Killer, Emons, Köln, 2001 (NA 2015)
- Jazz, Emons, Köln, 2000

#### Roman (als Jagomir Krohm)
- Kunst?Blut!, Emons, Köln, 2003

### Novellisierungen
- A gmahde Wiesn, Emons, 2009, nach dem Drehbuch von Friedrich Ani, siehe: Tatort: A gmahde Wiesn
- Die Blume des Bösen, Emons, 2009, nach dem Drehbuch von Thomas Stiller
- Tempelräuber, Emons, 2010, nach dem Drehbuch von Magnus Vattrod, siehe: Tatort: Tempelräuber
- Moltke, Emons 2010, nach dem Drehbuch von Axel Götz, Jan Hinter und Thomas Weßkamp, siehe: Tatort: Moltke
- Das ewig Böse, Emons 2010, nach dem Drehbuch von Rainer Matsutani, siehe: Tatort: Das ewig Böse
- Das Phantom, Emons 2010, nach dem Drehbuch von Norbert Ehry

### Funk
- Hochwasser, WDR, 94 Min, 2007
- Verdammt lang tot, WDR, 54 Min (nach dem gleichnamigen Roman), 2006
- Das Geheimnis der offenen Tür, WDR, 54 Min, 2003
- Bird's Bird (Nach dem Roman "Jazz"), WDR, 54 Min, 2001